# CD3

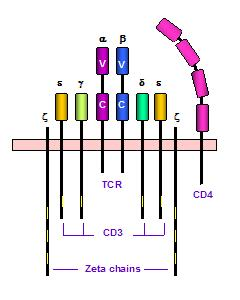
Complexe formé par CD3, CD4 et le TCR

CD3 (cluster de différenciation 3) est un complexe protéique membranaire constitué de 4 chaînes différentes. Chez les mammifères, ce complexe est formé par une chaîne CD3γ, une chaîne CD3δ et deux chaînes CD3ε. Ces protéines transmembranaires s'associent avec le récepteur des cellules T (TCR) et une chaîne ζ pour former le « complexe TCR » et générer le signal d'activation des lymphocytes T. 

CD3 est donc l'antigène commun utilisé pour identifier les lymphocytes T.

## Description et structure

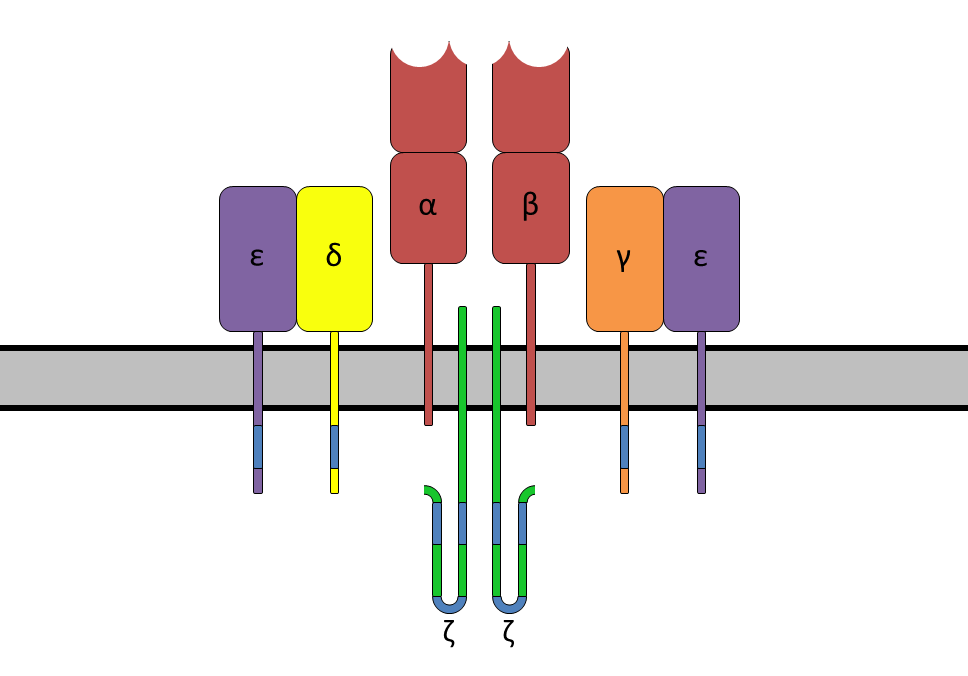
Schéma montrant le complexe récepteur alpha-bêta des cellules T, y compris les protéines CD3 associées. Les segments bleus sont les ITAM.

Les chaînes CD3γ, CD3δ et CD3ε sont des protéines transmembranaires appartenant à la superfamille des immunoglobulines. Elles contiennent un seul domaine immunoglobuline dans leur partie extracellulaire. 
La région transmembranaire des chaînes CD3 est chargée négativement, caractéristique qui leur permet de s'associer avec les chaînes du TCR (TCRα et TCRβ), chargées positivement.  La partie intracellulaire des molécules CD3 contient un motif fortement conservé connu sous le nom d'ITAM (immunoreceptor tyrosine-based activation motif). Ce motif est essentiel pour la signalisation du TCR. La phosphorylation du motif ITAM sur les chaînes CD3 leur permet de lier une enzyme appelée ZAP70 (zeta associated protein), kinase importante pour la cascade de signalisation des cellules T.
Par ailleurs CD4 est le co-récepteur du complexe TCR-CD3.

### CD3δ
CD3δ, également appelé CD3D ou T3D, est une protéine composée de 171 amino-acides (18,9 kDa) chez l'homme. Le gène CD3D humain contient 6 exons (8,0 kb) et se situe sur le chromosome 11 humain (11q23.3).

### CD3ε
CD3ε, également appelé T3E, est une protéine de 207 amino-acides (23,1 kDa) chez l'homme. Le gène CD3E humain contient 8 exons (11,0 kb) et se situe sur le chromosome 11 (11q23.3).

### CD3γ
CD3γ, également appelé T3G, est une protéine de 182 amino-acides (20,5 kDa) chez l'homme. Le gène CD3G humain contient 7 exons (8,0 kb) et se situe sur le chromosome 11 (11q23.3).

## Terminologie
CD3 est aussi appelé OKT3.

## Cible thérapeutique
Le Blinatumomab est un anticorps monoclonal de synthèse se fixant en même temps sur les lymphocytes T cytotoxiques de type CD3 et sur les lymphocytes B de type CD19 permettant la destruction des derniers par les premiers et ayant une certaine efficacité sur certains types de leucémie aiguë lymphoblastique. De même le glofitamab se fixe en même temps sur les lymphocytes T cytotoxiques de type CD3 et sur les lymphocytes B de type CD20 et est actif dans certaines formes de lymphome diffus à grandes cellules B.